# فرنسيسكو باوتيستا
فرنسيسكو باوتيستا (بالإسبانية: Francisco Bautista) هو منافس ألعاب قوى مكسيكي، ولد في 17 سبتمبر 1972.

## وصلات خارجية
- فرنسيسكو باوتيستا على موقع الاتحاد الدولي لألعاب القوى (الإنجليزية)
- فرنسيسكو باوتيستا على موقع أوليمبيديا (الإنجليزية)